# Condezaygues
Condezaygues é uma comuna francesa na região administrativa da Nova Aquitânia, no departamento Lot-et-Garonne. Estende-se por uma área de 10,86 km². Em 2010 a comuna tinha 875 habitantes (densidade: 80,6 hab./km²).